# Makikit (Miliz)
Die Makikit (deutsch Adler) war eine pro-indonesische Miliz (Wanra) im von Indonesien seit 1975 besetzten Osttimor. Sie hatte ihr Operationsgebiet im Distrikt Viqueque, wobei sie vor allem im Subdistrikt Lacluta aktiv war, wo die Makikit ihre Basis hatte. Kommandeure der Makikit waren der Distriktsadministrator (Bupati) Martinho Fernandes und Lafaek Saburai. Vizechef war Emiliano Joaquim Gomes.

## Hintergrund
In Viqueque gab es insgesamt etwa 200 Milizionäre, die mit 100 bis 200 Schusswaffen bewaffnet waren. Sie existierte bereits seit der Invasion der Indonesier ab 1975/76. Lafaek Saburai gehörte bereits damals zu den Kämpfern und wurde ihr Chef. Trotz Berichten, dass die Miliz in den 1980er Jahren aufgelöst worden sei, stand sie noch 1998 auf der Gehaltsliste des indonesischen Militärs. Eng arbeitete die Miliz mit Oberstleutnant Djoko Soekarsono zusammen, dem Distriktsmilitärkommandanten (Dandim) und der zweiten Miliz im Distrikt, der Pedjuang 59–75 / Nagah Mera (deutsch Roter Drache). Die Verbindungen zum Militär waren allgemein eng. Ein Militärdokument von Ende 1998  gibt zum Beispiel an, dass von 49 gelisteten Milizmitgliedern sechs gleichzeitig indonesische Soldaten des Infanteriebataillons 328 waren. Von der Armee kamen auch Waffen, wie M16- und Garand-Gewehre.
Im Vorfeld des Unabhängigkeitsreferendums in Osttimor am 30. August 1999 attackierte die Makikit Unabhängigkeitsbefürworter. Am 20. März griffen Milizionäre der Makikit und der Pedjuang 59–75 und indonesische Soldaten die Einwohner von Dilor an. Unabhängigkeitsbefürworter im Ort wurden verprügelt. Makikit-Milizionäre entführten eine Frau, weil sie ihren Mann nicht finden konnten. Sie wurde sexuell missbraucht und mit dem Tode bedroht. 160 Einwohner Dilors wurden für eine begrenzte Zeit festgenommen, 500 flohen aus ihren Häusern. In Lacluta wurden am selben Tag zwei Männer erschossen. Am 10. und 11. August griffen Milizionäre Studenten an, die für die Unabhängigkeitsbewegung arbeiteten. Drei Studenten kamen ums Leben. Weitere Morde folgten.
In einem Brief, der öffentlich bekannt wurde, sprach Lafaek Saburai als erster öffentlich von Zwangsevakuierungen der Bevölkerung in das indonesische Westtimor und der Ermordung aller Unabhängigkeitsbefürworter, falls das Referendum zugunsten der Unabhängigkeit ausfallen sollte. Nach Bekanntgabe des Ergebnisses am 4. September kam es zu den beschriebenen Vorkommnissen.